# Hosszúréti-patak
Hosszúréti-patak är ett vattendrag i Ungern. Det ligger i den centrala delen av landet, 9 km söder om huvudstaden Budapest.